# Eucobresia
Genre
Eucobresia est un genre d'escargots terrestres ou de semi-limaces (en) de la famille des Vitrinidae, les « escargots de verre ». Ces escargots ont une petite coquille dans laquelle ils ne peuvent rentrer entièrement.

## Espèces
Le genre Eucobresia comprend les espèces suivantes :
- Eucobresia diaphana (en) (Draparnaud, 1805)
- Eucobresia glacialis (Forbes, 1837)
- Eucobresia nivalis (en) (Dumont & Mortillet, 1854)[2]
- Eucobresia pegorarii (Pollonera, 1884)